# La Tardière
La Tardière és un municipi francès situat al departament de Vendée i a la regió de País del Loira. L'any 2007 tenia 1.239 habitants.

## Demografia

### Població
El 2007 la població de fet de La Tardière era de 1.239 persones. Hi havia 497 famílies de les quals 112 eren unipersonals (54 homes vivint sols i 58 dones vivint soles), 204 parelles sense fills, 173 parelles amb fills i 8 famílies monoparentals amb fills.
La població ha evolucionat segons el següent gràfic:
Habitants censats

### Habitatges
El 2007 hi havia 551 habitatges, 503 eren l'habitatge principal de la família, 28 eren segones residències i 20 estaven desocupats. 537 eren cases i 8 eren apartaments. Dels 503 habitatges principals, 415 estaven ocupats pels seus propietaris, 85 estaven llogats i ocupats pels llogaters i 3 estaven cedits a títol gratuït; 1 tenia una cambra, 4 en tenien dues, 52 en tenien tres, 153 en tenien quatre i 293 en tenien cinc o més. 437 habitatges disposaven pel capbaix d'una plaça de pàrquing. A 209 habitatges hi havia un automòbil i a 271 n'hi havia dos o més.

### Piràmide de població
La piràmide de població per edats i sexe el 2009 era:
| Homes | Edats   | Dones |
| ----- | ------- | ----- |
| 0     | 95 o +  | 0     |
| 0     | 90 a 94 | 4     |
| 20    | 85 a 89 | 4     |
| 4     | 80 a 84 | 8     |
| 8     | 75 a 79 | 4     |
| 12    | 70 a 74 | 36    |
| 16    | 65 a 69 | 32    |
| 48    | 60 a 64 | 12    |
| 28    | 55 a 59 | 48    |
| 44    | 50 a 54 | 36    |
| 64    | 45 a 49 | 56    |
| 32    | 40 a 44 | 48    |
| 52    | 35 a 39 | 36    |
| 48    | 30 a 34 | 52    |
| 36    | 25 a 29 | 36    |
| 48    | 20 a 24 | 24    |
| 36    | 15 a 19 | 44    |
| 40    | 10 a 14 | 40    |
| 48    | 5 a 9   | 32    |
| 20    | 0 a 4   | 36    |

## Economia
El 2007 la població en edat de treballar era de 804 persones, 591 eren actives i 213 eren inactives. De les 591 persones actives 552 estaven ocupades (298 homes i 254 dones) i 38 estaven aturades (14 homes i 24 dones). De les 213 persones inactives 130 estaven jubilades, 38 estaven estudiant i 45 estaven classificades com a «altres inactius».

### Ingressos
El 2009 a La Tardière hi havia 523 unitats fiscals que integraven 1.339,5 persones, la mediana anual d'ingressos fiscals per persona era de 15.983 €.

### Activitats econòmiques
Dels 51 establiments que hi havia el 2007, 3 eren d'empreses extractives, 2 d'empreses alimentàries, 5 d'empreses de fabricació d'altres productes industrials, 7 d'empreses de construcció, 11 d'empreses de comerç i reparació d'automòbils, 2 d'empreses de transport, 2 d'empreses d'hostatgeria i restauració, 1 d'una empresa financera, 12 d'empreses de serveis, 5 d'entitats de l'administració pública i 1 d'una empresa classificada com a «altres activitats de serveis».
Dels 16 establiments de servei als particulars que hi havia el 2009, 3 eren tallers de reparació d'automòbils i de material agrícola, 1 guixaire pintor, 2 fusteries, 1 lampisteria, 1 electricista, 1 perruqueria, 6 veterinaris i 1 restaurant.
Dels 3 establiments comercials que hi havia el 2009, 1 era una carnisseria, 1 una botiga de mobles i 1 una floristeria.
L'any 2000 a La Tardière hi havia 47 explotacions agrícoles que ocupaven un total de 1.794 hectàrees.

## Equipaments sanitaris i escolars
El 2009 hi havia una escola elemental.

## Poblacions més properes
El següent diagrama mostra les poblacions més properes.